# 边鸣涛
边鸣涛（1943年10月—），男，汉族，陕西兴平人，中华人民共和国政治人物，曾任山西省政协副主席，山西省工商业联合会会长，第十届全国政协委员。